# Woyzeck
Woyzeck é uma peça de teatro do autor alemão Georg Büchner, que faleceu em 1837, aos 23 anos de idade, e deixou a peça inacabada.
No entanto, é considerada a obra-prima de Büchner, contendo elementos que apareceriam na dramaturgia mundial apenas durante as vanguardas do século XX. Suas personagens Capitão e Doutor são influências diretas da commedia dell'arte, já que suas características se assemelham com suas correspondentes na secular commedia italiana.
A peça inspirou a ópera Wozzeck, do compositor austríaco Alban Berg, que foi escrita entre 1914 e 1922.

## A peça
Friedrich Johann Franz Woyzeck - um soldado trabalhador e dedicado à mulher, Marie, e ao filho pequeno - é usado como cobaia das experiências do Doutor, em troca de uns trocados a mais.
Sua natureza questionadora gera problemas com seu superior, o Capitão, e com o próprio Doutor, quando seu comportamento vai de encontro às regras da moralidade e dos costumes vigentes. O Capitão o recrimina por ter um filho, não sendo casado: "Woyzeck não tem moral. Moral é quando a gente tem moralidade, entende? É uma bela palavra. Tem um filho sem a bênção da Igreja, como diria nosso reverendíssimo capelão." E quando o Doutor o reprova por urinar no meio da rua, Woyzeck rebate: "Mas, senhor Doutor, quando a natureza exige..." No final, ele acaba sendo "colocado em seu lugar", como soldado raso que é, e, ademais, não pretendendo arriscar os "privilégios" conquistados no trabalho.
Mas isso é apenas uma fachada de seu conflito, que se mostra bem mais profundo no decorrer da peça.
Por determinação do Doutor, Woyzeck passa a comer apenas ervilhas, o que faz com que fique debilitado e tenha alucinações, que derivam dos seus próprios questionamentos. Desabafa com seu colega Andrés as suas teorias conspiratórias, bem como os sons e visões que passa a ouvir e ter. Sua mulher começa a ficar preocupada com suas atitudes, percebendo  que Woyzeck parece cada vez mais distante, embora nunca se descuide da família.
Marie se envolve  com o Tamboreiro-mor da banda militar, um sujeito atraente e bastante aproveitador. No entanto, ela se sente culpada por sua atitude. Pelas insinuações de seus superiores, Woyzeck passa a desconfiar da mulher e a tratá-la com frieza. Suas suspeitas acabam por se confirmar quando ele a vê com o tamboreiro em um baile.
Com a saúde debilitada, mentalmente confuso, sem voz ativa, nunca levado a sério em seus questionamentos, Woyzeck sente-se traído e sozinho. Ainda tenta "lavar sua honra", provocando uma briga com o Tamboreiro-mor, mas acaba levando uma surra. Humilhado e em total desespero, Woyzeck deixa seu testamento com Andrés, chama Marie para um passeio e a mata com uma faca.

## A história
A peça baseia-se em eventos reais contemporâneos à sua escrita. Johann Christian Woyzeck  (1780-1824) é um rapaz que perde os pais e se torna ajudante de um fabricante de perucas. Não se afirma na profissão e, para escapar à fome, entra para o exército. Aceita dinheiro de um médico para participar uma experiência que consiste em comer apenas ervilhas. O médico exulta ao ver e anotar a degradação em seu corpo. Paralelamente, sua mulher lhe é infiel. Seu superior chama-o de imoral por não ser casado. O trabalho é degradante, as autoridades são prostituídas mais que constituídas, e a vida familiar é um paraíso às avessas. Passa doze anos pontuados por detenções por indisciplina. É dispensado. Arranja uma amante que tem outros homens. Desempregado, pede esmolas e dorme ao relento. Numa crise de ciúmes mata a amante e acaba por ser decapitado por ter assassinado a mulher.

## Adaptações
Woyzeck tem sido alvo de inúmeras adaptações de interesse.
- Uma opera de 1925 por Alban Berg, Wozzeck.
- Um filme de 1971 por Dariush Mehrjui, Postchi, 1971.
- Um filme de 1979 por Werner Herzog, Woyzeck.
- Uma peça com fantoches de 1992 por William Kentridge com a companhia Handspring Puppet Company, Woyzeck on the highveld.
- Um filme de 1994 por János Szász, Woyzeck.
- Uma peça de 1995 por Naomi Iizuka, Skin.
- Uma peça musical de 2002 por Robert Wilson e Tom Waits, Woyzeck.
- Uma peça de teatro de 2003 por Guillermo Heras e José Martins no Centro Dramático de Viana, Boyzeca, um Soldado em Abril, com Adérito Lopes e Paula Sá.
- Uma peça de 2006 por Gísli Örn Gardarsson com o grupo de teatro Vesturport, Woyzeck.
- Uma peça de 2006 by Dan Rigazzi com alunos da Carnegie Mellon University School of Drama, Woyzeck.
- Um filme de 2010 por Francis Annan, Woyzeck.
- Uma peça de 2010 por Eric De Volder com os NTGent e Toneelgroep Ceremonia, French Woyzeck.
- Um bailado de 2010 por Christian Spuck com o Les Grands Ballets Canadiens, Léonce et Léna.
- Uma peça de 2011 por António Mortágua, Catarina Rosa e Vera Barreto, Woyzeck, a partir de Georg Büchner.
- Uma peça de 2011 por Antonio Guedes através do Centro de Produção Teatral (CPT) EBA/UFRJ, Woyzeck – Tragédia contemporânea em 20 quadros.
- Uma peça de 2012 por Carlos Avilez com os alunos da Escola Profissional de Teatro de Cascais no Teatro Mirita Casimiro